# Su Re
Su Re è un film del 2012 scritto e diretto da Giovanni Columbu. Girato interamente in Sardegna, il film è incentrato sulla passione di Cristo.

## Distribuzione
Il film è stato presentato il 27 novembre 2012 al Torino Film Festival 2012 e distribuito nelle sale italiane dal 21 marzo 2013.